# Turzyca muskegońska
Turzyca muskegońska (Carex muskingumensis) – gatunek rośliny należący do rodziny ciborowatych (Cyperaceae). Rośnie na wilgotnych łąkach i wśród rzadkich, drzewiastych zarośli na mokradłach leśnych Ameryki Północnej. Wykazuje skłonność do silnego krzewienia się i wyrasta do 50 cm wysokości. Na licznie wytwarzanych źdźbłach wyrastają jasnozielone, długie, wąskie, lancetowate, częściowo zwisające liście, pokrywające pędy do samych szczytów. Kłosy brązowe, niepozorne pojawiają się na roślinach od czerwca do sierpnia, nie wyrastając poza wysokość piętra liści. W uprawie znosi zarówno stanowiska suche, jak i wilgotne, a nawet mokre, może być stosowany jako roślina rabatowa lub okrywowa dla miejsc nasłonecznionych jak i cienistych. Nadaje się zarówno do alpinariów jak i do ogrodów wodnych, gdzie może być użyty do obsadzania sąsiedztwa zbiorników, jak i do uprawy w płytkich wodach o głębokości kilku centymetrów. Rośliny utrzymują żywo zieloną barwę do późnej jesieni.